# Ministerio de Relaciones Exteriores (El Salvador)
El Ministerio de Relaciones Exteriores de El Salvador es una institución gubernamental que tiene como misión ejercer relaciones diplomáticas, promotoras del desarrollo y la cooperación; así como las relaciones consulares que promueven la protección de los derechos de salvadoreños en el exterior.
En resumen, el Ministerio de Relaciones Exteriores juega un papel crucial en la proyección internacional del país, sirviendo como el principal organismo encargado de gestionar sus relaciones con otras naciones y organizaciones internacionales.

## Historia
El Ministerio de Relaciones Exteriores de El Salvador fue establecido por el decreto legislativo No 13, emitido en Cojutepeque el 27 de febrero de 1858. Inicialmente, estuvo vinculado a tres ministerios adicionales, a saber: 
1. Gobernación, Justicia, Instrucción Pública y Negocios Eclesiásticos;
2. Hacienda y Guerra;
3. Fomento a la Agricultura, Comercio, Industria y Trabajos Públicos.

Durante la presidencia de Miguel Santín del Castillo y con Ignacio Gómez como Canciller, se estableció la dirección de asuntos internacionales en la Cámara de Senadores en Cojutepeque, sentando así las bases para la posterior creación de la Dirección General de Política Exterior.
El período del Capitán General Gerardo Barrios (1860-1865) marcó un hito significativo en la definición del papel del Estado Salvadoreño. Durante su mandato, se estableció el Consejo de Ministros y se intensificaron las relaciones exteriores con Estados Unidos y Europa. El ciudadano guatemalteco Manuel de Irungaray, cercano a Barrios, dirigió el Ministerio de Relaciones Exteriores y desplegó habilidades diplomáticas clave, firmando acuerdos con países europeos, como Francia, y tratados importantes, como el de Santa Rosa con Honduras en 1862.
En los años siguientes, El Salvador participó en la 1ª Conferencia Panamericana en Washington bajo la dirección del Canciller Manuel Delgado (1889-1900). Durante este periodo, se abordaron cuestiones relevantes, como la creación de estándares de pesos y medidas, derechos de autor y la inauguración de la Oficina de las Repúblicas Americanas en 1910.
En 1916, la Doctrina Meléndez, promovida por el Canciller Francisco Martínez Suárez y el Dr. Reyes Arrieta Rossi, llevó a una demanda exitosa contra Nicaragua ante la Corte Centroamericana de Justicia.– por el Tratado Bryan-Chamorro de 1914, en el que este país, cedía territorio a Estados Unidos para establecer bases militares en el Golfo de Fonseca. Además, se estableció la Doctrina de la Neutralidad Benévola durante la Primera Guerra Mundial, dirigida a evitar la participación directa de El Salvador en el conflicto y preservar los mercados europeos para las exportaciones de café del país.

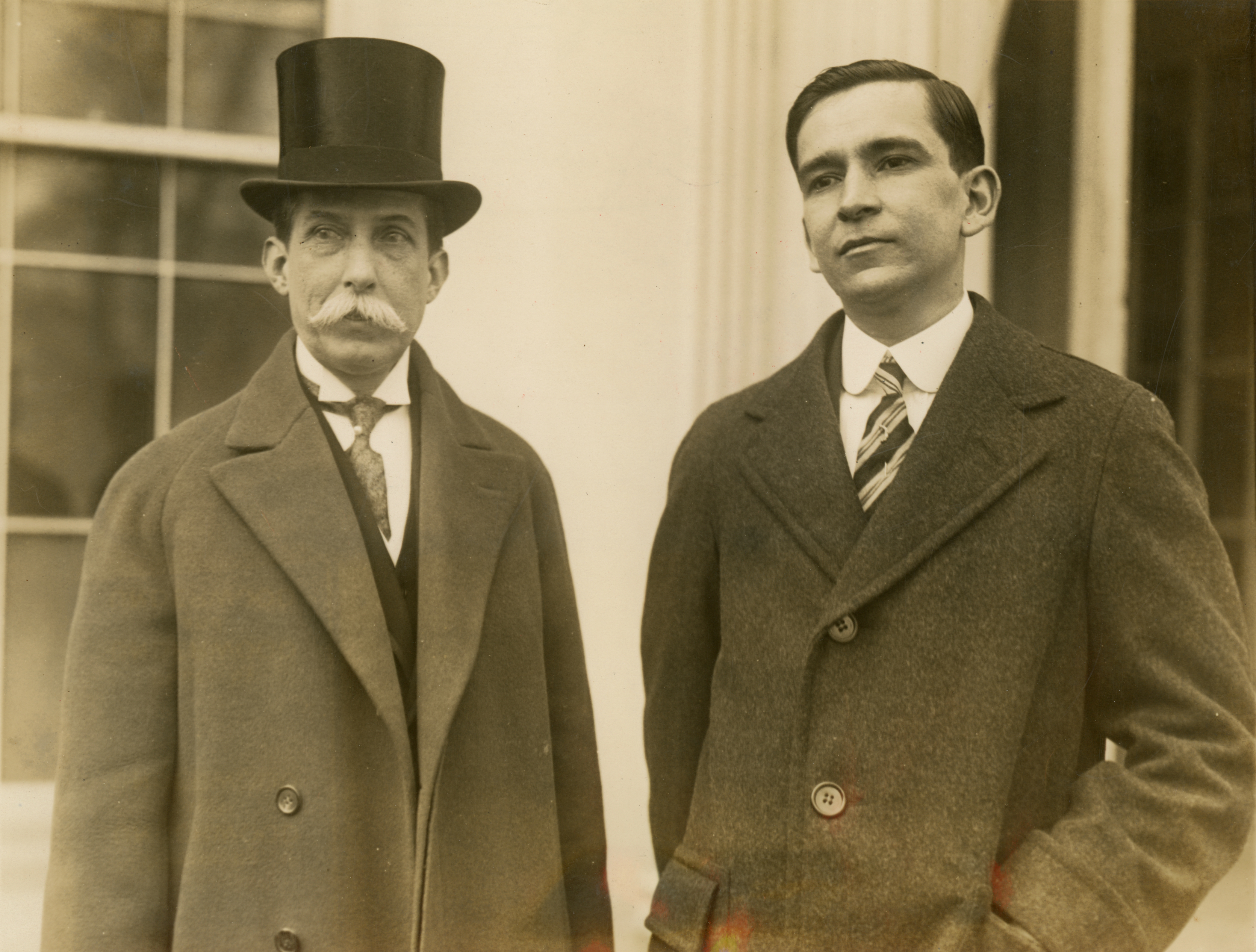
Dr. José Gustavo Guerrero, Ministro de Relaciones Exteriores con el diplomático Héctor David Castro, Washington, D. C. (circa 1927)

Durante las primeras décadas del siglo XX, la política exterior salvadoreña estuvo marcada por la gestión clásica de los principios del Derecho de Gentes. El Dr. José Gustavo Guerrero, Ministro de Relaciones Exteriores en 1926-1927, en un asunto de derecho internacional privado: la Reclamación Canessa, demuestra la capacidad diplomática de El Salvador; su paso fugaz como Ministro de Relaciones Exteriores deja legados: una primera ley estructurada del servicio diplomático y consular; la creación de secciones especiales de trabajo de la cancillería; la creación de la Escuela Diplomática; la defensa de la no intervención en 1928 en la Sexta Conferencia Panamericana de la Habana abriendo pautas y abonando para otros planteamientos jurídicos latinoamericanos en las subsiguientes reuniones hemisféricas.
La Frase dirigida al Presidente Pío Romero Bosque resuena a una ética profesional sin igual: “En tanto sea el Ministro de Relaciones Exteriores imprimiré a la Política Exterior de El Salvador, la línea que reclama la dignidad del País”, fue removido inmediatamente del cargo, ante divergencias con la Presidencia dela República, en relación una clara a la influencia política norteamericana en el derecho internacional y sale para Europa.
La diplomacia bilateral y multilateral salvadoreña, se va afirmando en las primeras décadas del siglo XX, en diferentes períodos, se puede mencionar a las administraciones de los Cancilleres Manuel Delgado y Salvador Rodríguez González, el derecho nuestro incorporaría principios del Derecho Internacional, tales como: el trato a los extranjeros, la equiparación de sistemas jurídicos, la igualdad legal para los Estados, la cláusula de la Nación más favorecida, las inmunidades y privilegios diplomáticos.
Ya eran disposiciones que entrelazaban el orden interno con el Derecho de Gentes, mas sin embargo la situación del país reflejaba contradicciones y complejidad; posteriormente al asesinato del Dr. Manuel Enrique Araujo en 1913, sigue un modelo de dictadura civil y modernizante, para impulsar la exportación del café, crear infraestructura pública, así como un Estado con rasgos de autoritarismo. La Dinastía Meléndez Quiñonez que duraría hasta 1927, propiciaría contradicciones internas que estallarían en 1932, con la diferencia que el mando en el gobierno sería asumido por el estamento militar hasta finales de los años setenta.
Como parte de la historia diplomática de El Salvador, el Dr. Guerrero en tierras extranjeras y tras asumir la Presidencia por nueve (9) años de la Corte Permanente de Justicia Internacional hasta 1939, hizo aportes en temas como la nacionalidad, la proscripción de las guerras, restricción del uso de armamentos, sugirió medidas para la Paz y Seguridad Internacionales. 
En su obra magistral “El Orden Internacional” señala el fracaso multilateral de la Sociedad de Naciones y expone pautas que deben de seguir los Estados para su convivencia, como: el respeto, la buena fe, la justicia, la no violación de los tratados, abandono de las pretensiones territoriales y ambiciones. Su modelo del establecimiento de un Federación Mundial de Paz, van subyacentes en los principios y contenidos de la carta de San Francisco, que da vida a las Naciones Unidas de hoy.
Esta profunda visión del internacionalista salvadoreño, dejó al descubierto la debilidad del sistema internacional, la fragilidad del equilibrio de poderes entre las potencias; las razones del estallido de la Segunda Guerra Mundial, no son más que parte de su análisis jurídico-político y conclusiones, sobre la recurrencia del comportamiento de los Estados y el deseo de revancha entre vencidos y vencedores, donde la primacía de la fuerza superó a la cordura y al derecho internacional.
Durante el período de guerras y entre guerras mundiales, la historia diplomática si bien refiere los acontecimientos históricos, tomó posiciones de prudencia, que más bien reflejan pronunciamientos formales y evitó inmiscuirse directamente en conflictos de grandes proporciones; no obstante se dio la participación de salvadoreños en los campos de batalla, en casi todos los frentes de guerra al servicio de los aliados.
En los registros diplomáticos hay relatos de acciones heroicas y humanas de la diplomacia salvadoreña, pero aisladas, por ejemplo Raúl Contreras, el eminente escritor, poeta e intelectual salvadoreño, al mando de la Representación Diplomática en Madrid, España, se volcó a salvar vidas durante la guerra civil española en 1939, de manera indistinta sin considerar posiciones de los bandos en contienda.
El Dr. José Gustavo Guerreo enfrenta en persona a las tropas nazis en Holanda en junio de 1940 para salvar vidas del personal holandés del Tribunal Permanente de La Haya y es autorizado por el propio Canciller Von Ribbentrop de Adolfo Hitler a salir con bienes y personas a Suiza; el Cónsul José Arturo Castellanos con sede en Ginebra, participa en una operación encubierta de extensión de certificados de nacionalidad salvadoreña, en colaboración con el judío rumano transilvano George Mandell – Mantello, logra salvar un estimado de 40,000 judíos de ser exterminados en los campos alemanes.
En 1931-1944, bajo el gobierno de Maximiliano Hernández Martínez, se observaron fallas en la política internacional, incluyendo el reconocimiento del Estado de Manchukuo en 1934 y simpatías hacia Francisco Franco y Mussolini. Sin embargo, tras la Segunda Guerra Mundial, el Dr. Guerrero regresó a El Salvador y promovió valores como el respeto, la dignidad y la justicia. Su contribución la hace para con la región centroamericana, convoca todos los presidentes de la época: Arévalo de Guatemala; Tiburcio Carías de Honduras, Somoza de Nicaragua, Picado de Costa Rica, todos se excusan a excepción de Arévalo de Guatemala con quien suscribe el pacto de Santa Ana o conocido como Pacto Guerrero, que sentó las bases para la Organización de Estados Centroamericanos (ODECA) y el actual Sistema de la Integración Centroamericana (SICA).
Lamentablemente el curso de los acontecimientos regionales, posteriores al período post Segunda Guerra Mundial, reflejan que la cooperación internacional planteada bajo el orden mundial de la ONU, y el aparecimiento de políticas foráneas en el marco de un enfrentamiento ideológico entre las dos superpotencias Rusia – Estados Unidos desde 1947 hasta la década de los noventa, (con la caída del Muro de Berlín), no propician las condiciones para el desarrollo. Escenario que coincide con la agudización de conflictos internos en Latinoamérica y en la subregión centroamericana. Nicaragua 1969-1979; Guatemala 1960-1996 y El Salvador octubre de 1979-1992.
En resumen, la historia diplomática de El Salvador abarca desde la creación de su Ministerio de Relaciones Exteriores en 1858 hasta el periodo posterior a la Segunda Guerra Mundial, evidenciando una evolución significativa, desafíos y contribuciones notables a la escena internacional.

## Marco legal y normativo
Reglamento Interno del Órgano Ejecutivo
Art. 32.- Compete al Ministerio de Relaciones Exteriores:
1. Conducir las relaciones con los Gobiernos de otros países, organismos y personas jurídicas internacionales, así como formular y dirigir la política exterior de El Salvador;
2. Gestionar, negociar, firmar y denunciar tratados, convenciones y acuerdos internacionales oyendo la opinión de la Secretaría interesada cuando fuere necesario;
3. Organizar y dirigir el servicio exterior salvadoreño;
4. Atender y canalizar las solicitudes y peticiones del Cuerpo Diplomático, Consular y de Organismos Internacionales acreditados en El Salvador, así como las de nuestro Gobierno a los países extranjeros, organismos internacionales y demás sujetos de derecho internacional;
5. Organizar, institucionalizar y profesionalizar el Servicio Diplomático y Consular de Carrera, dándole el cumplimiento respectivo a lo que establece la Ley en la materia;
6. Organizar y dirigir el Protocolo y Ceremonial Diplomático de la República, conforme a lo establecido por la Ley del Ceremonial Diplomático de la República de El Salvador;
7. Recomendar al Presidente de la República el establecimiento, suspensión o ruptura y restablecimiento de las relaciones diplomáticas y consulares con otros estados, así como proceder al reconocimiento de Estados y de Gobiernos;
8. Determinar la apertura, cierre o traslado de las Misiones Diplomáticas y Consulares del país;
9. Promover y defender en el exterior la buena imagen de la nación y del Gobierno, divulgando los aspectos relacionados con la vida política, económica, social y cultural;
10. Dirigir los trabajos de demarcación del territorio nacional y realizar las negociaciones que sean pertinentes para la delimitación del mismo, velando siempre por el estricto respeto a la soberanía nacional;
11. Expedir pasaportes y visas conforme a las leyes sobre la materia. Asimismo, ejecutar las acciones que le competan por ley, en materia diplomática, consular y migratoria;
12. Nombrar y acreditar misiones oficiales a Congresos y eventos internacionales;
13. Fomentar y participar en la organización de eventos culturales, científicos y de otra índole de interés para El Salvador;
14. Autenticar los documentos conforme a la Ley y los convenios internacionales;
15. Formular y dirigir la política, estrategia y los programas de desarrollo del comercio exterior en coordinación con el Ministerio de Economía y demás instituciones involucradas;
16. Asistir y asesorar al Presidente de la República, Consejo de Ministros y demás entes del sector público, en materia de políticas, estrategias, planes, programas y proyectos;
17. Armonizar las acciones gubernamentales con las del sector privado, bajo los principios, normas y decisiones de política exterior;
18. Efectuar toda clase de estudios y rendir los informes que le encomiende el Presidente de la República relacionados con las atribuciones que le corresponden;
19. Integrar con los ministerios de los diferentes ramos, instituciones oficiales autónomas y demás entidades públicas y privadas, las comisiones necesarias para el cumplimiento de sus objetivos y dictar los reglamentos de su operación;
20. Definir conjuntamente con los Ministerios de Economía y de Hacienda, las políticas, estrategias y medidas de integración económica regionales;
21. Auxiliar al Órgano Judicial para hacer efectivas sus providencias, trámites y diligencias de cualquier clase de juicios o procedimientos judiciales en el extranjero, y prestar la colaboración necesaria para que las mismas providencias, trámites y diligencias puedan ser realizadas en el país, cuando provenga del exterior;
22. Refrendar y comunicar los decretos, acuerdos órdenes y providencias del Presidente de la República, cuando se refieran a asuntos relativos a la Presidencia de la República, en defecto del Ministro de Gobernación;
23. Proteger los intereses de los salvadoreños en el exterior y promover su desarrollo;
24. Promover activamente la vinculación económica de los salvadoreños en el exterior, por medio de actividades orientadas a aumentar las relaciones económicas, comerciales, de inversión y de turismo;
25. Promover y facilitar proyectos de desarrollo cultural, educativo y deportivo que busquen una mayor integración de las comunidades salvadoreñas en el exterior con El Salvador;
26. Promover, facilitar y coordinar proyectos e iniciativas que fortalezcan el desarrollo de las organizaciones salvadoreñas en el exterior, especialmente en su relación con sus comunidades de origen en El Salvador;
27. Defender y promover los derechos de los migrantes al exterior, tanto en los países de destino como de tránsito;
28. Promover la búsqueda activa y permanente de esquemas migratorios que favorezcan a los salvadoreños en el exterior, especialmente de la población indocumentada en el exterior;
29. Prestar servicios consulares modernos, eficientes, seguros y con una alta vocación de servicio a los salvadoreños en el exterior;
30. Gestionar de manera proactiva Políticas Migratorias nacionales, regionales y multilaterales;
31. Brindar asistencia jurídica para los salvadoreños en el exterior cuando ésta sea requerida;
32. Formular los programas de asistencia técnica, así como gestionar, negociar, suscribir y administrar por medio de los instrumentos internacionales correspondientes, la distribución sectorial de la cooperación técnica, financiera no reembolsable o de bienes de gobiernos, organismos internacionales, entidades extranjeras y particulares otorguen al Estado, según la asignación que la Secretaría Técnica de la Presidencia establezca.
33. Otorgar reconocimientos a funcionarios que se encuentren desempeñando funciones en el Servicio Diplomático, o que las hubieren realizado con anterioridad, por su destacada labor en el ámbito diplomático y de las relaciones internacionales. El Titular podrá nominar los reconocimientos a conferir a través de Acuerdo Ministerial, los cuales podrán estar constituidos por medallas o placas; y,
34. Las demás atribuciones que se establezcan por Ley o Reglamentos.

## Misiones diplomáticas

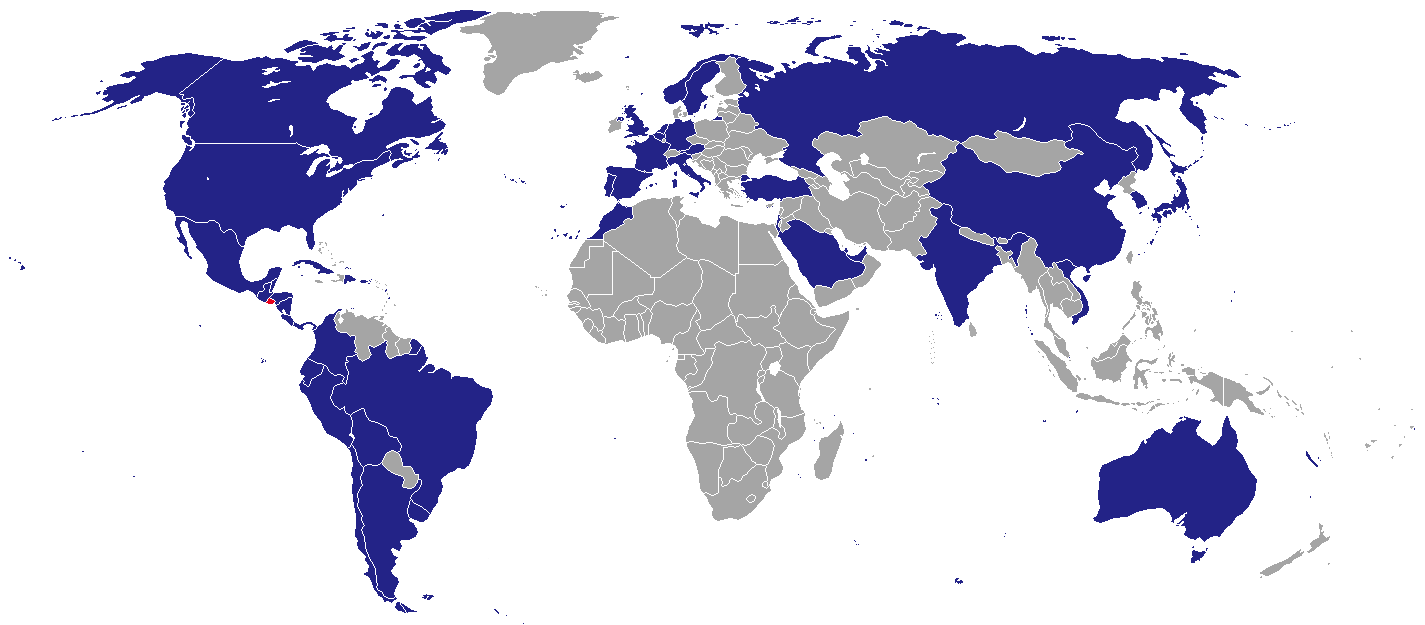
Mapa de países con embajadas salvadoreñas.

La República de El Salvador mantiene relaciones diplomáticas con diversos Estados a nivel mundial, y sus representaciones diplomáticas se distribuyen principalmente en función de la población salvadoreña en el extranjero. A continuación se enumeran las embajadas y consulados de El Salvador:

#### África
- Marruecos
  - Rabat (Embajada)

#### América
- Argentina
  - Buenos Aires (Embajada)
- Belice
  - Belmopán (Embajada)
- Bolivia
  - La Paz (Embajada)
- Brasil
  - Brasília (Embajada)
- Canadá
  - Ottawa (Embajada)
  - Calgary (Consulado-General)
  - Montreal (Consulado-General)
  - Toronto (Consulado-General)
  - Vancouver (Consulado-General)
- Chile
  - Santiago de Chile (Embajada)
- Colombia
  - Bogotá (Embajada)
- Costa Rica
  - San José (Embajada)
- Cuba
  - La Habana (Embajada)
- Ecuador
  - Quito (Embajada)
- Estados Unidos
  - Washington D. C. (Embajada)
  - Aurora (Consulado-General)
  - Boston (Consulado-General)
  - Brentwood (Consulado-General)
  - Charlotte (Consulado-General)
  - Chicago (Consulado-General)
  - Dallas (Consulado-General)
  - Doral (Consulado-General)
  - Duluth (Consulado-General)
  - Elizabeth (Consulado-General)
  - El Paso (Consulado-General)
  - Fresno (Consulado-General)
  - Houston (Consulado-General)
  - Laredo (Consulado-General)
  - Las Vegas (Consulado-General)
  - Los Ángeles (Consulado-General)
  - McAllen (Consulado-General)
  - Nashville (Consulado-General)
  - Nueva York (Consulado-General)
  - Omaha (Consulado-General)
  - Saint Paul (Consulado-General)
  - Salt Lake City (Consulado-General)
  - San Bernardino (Consulado-General)
  - San Francisco (Consulado-General)
  - Seattle (Consulado-General)
  - Silver Spring (Consulado-General)
  - Springdale (Consulado-General)
  - Tucson (Consulado-General)
  - Woodbridge (Consulado-General)
- Guatemala
  - Ciudad de Guatemala (Embajada)
- Honduras
  - Tegucigalpa (Embajada)
  - Choluteca (Consulado-General)
  - San Pedro Sula (Consulado-General)
- México
  - Ciudad de México (Embajada)
  - Acayucan (Consulado-General)
  - Ciudad Juárez (Consulado-General)
  - Guadalajara (Consulado-General)
  - Monterrey (Consulado-General)
  - Oaxaca de Juárez (Consulado-General)
  - San Luis Potosí (Consulado-General)
  - Tapachula (Consulado-General)
  - Tijuana (Consulado-General)
  - Villahermosa (Consulado-General)
- Nicaragua
  - Managua (Embajada)
- Panamá
  - Panamá (Embajada)
- Perú
  - Lima (Embajada)
- República Dominicana
  - Santo Domingo de Guzmán (Embajada)
- Trinidad y Tobago
  - Puerto España (Embajada)
- Uruguay
  - Montevideo (Embajada)

#### Asia
- Catar
  - Doha (Embajada)
- China
  - Pekín (Embajada)
- Corea del Sur
  - Seúl (Embajada)
- India
  - Nueva Delhi (Embajada)
- Israel
  - Tel Aviv (Embajada)
- Japón
  - Tokio (Embajada)
- Singapur
  - Singapur (Embajada)
- Turquía
  - Ankara (Embajada)
- Vietnam
  - Hanói (Embajada)

#### Europa
- Alemania
  - Berlín (Embajada)
- Austria
  - Viena (Embajada)
- Bélgica
  - Bruselas (Embajada)
- España
  - Madrid (Embajada)
  - Barcelona (Consulado-General)
  - Sevilla (Consulado-General)
- Francia
  - París (Embajada)
- Italia
  - Roma (Embajada)
  - Milán (Consulado-General)
- Noruega
  - Oslo (Embajada)
- Países Bajos
  - La Haya (Embajada)
- Portugal
  - Lisboa (Embajada)
- Reino Unido
  - Londres (Embajada)
- Rusia
  - Moscú (Embajada)
- Santa Sede
  - Roma (Embajada)
- Suecia
  - Estocolmo (Embajada)
- Suiza
  - Ginebra (Embajada)

#### Oceanía
- Australia
  - Canberra (Embajada)
  - Melbourne (Consulado-General)

### Organizaciones Multilaterales
1. Bruselas (Misión Permanente de El Salvador ante la Unión Europea)
2. Ginebra (Misión Permanente de El Salvador ante las Naciones Unidas y otras organizaciones internacionales)
3. Nueva York (Misión Permanente de El Salvador ante las Naciones Unidas)
4. París (Misión Permanente de El Salvador ante Unesco)
5. Roma (Misión Permanente de El Salvador ante la Organización para la Alimentación y la Agricultura)
6. Washington D. C. (Misión Permanente de El Salvador ante la Organización de los Estados Americanos)